# Plagiotremus townsendi
Plagiotremus townsendi là một loài cá biển thuộc chi Plagiotremus trong họ Cá mào gà. Loài này được mô tả lần đầu tiên vào năm 1905.

## Từ nguyên
Từ định danh townsendi được đặt theo tên của Đại úy Frederick William Townsend (mất năm 1948), Chỉ huy của tàu kéo cáp Ấn Độ Patrick Stewart, người đã thu thập được nhiều loài cá và động vật thân mềm khi làm công việc kéo cáp, gồm cả loài cá này.

## Phân bố và môi trường sống
P. townsendi có phân bố từ biển Đỏ vòng qua vịnh Oman. Chúng sống trên các rạn san hô, độ sâu khoảng 7–55 m.

## Mô tả
Chiều dài lớn nhất được ghi nhận ở P. townsendi là 6 cm. Chúng có khả năng bắt chước kiểu hình của cá mào gà Meiacanthus nigrolineatus, một loài có nọc độc. Đầu và thân trước màu lam xám, dần chuyển sang vàng nhạt ở giữa thân và vàng tươi hơn phía sau (không có sọc đen ngang như M. nigrolineatus). Màu cơ thể lan rộng ra cả vây lưng, vây lưng có thêm một vệt đen viền trắng chiếm khoảng 1/3 vây trước.
Số gai vây lưng: 6–8; Số tia vây lưng: 25–27; Số gai vây hậu môn: 2; Số tia vây hậu môn: 19–21; Số tia vây ngực: 11–13.

## Sinh thái
P. townsendi là loài chuyên ăn chất nhầy và vảy cá khác.
Trứng của P. townsendi có chất kết dính, được gắn vào chất nền thông qua một tấm đế dính dạng sợi. Cá bột là dạng phiêu sinh vật, thường được tìm thấy ở vùng nước nông gần bờ.